# Roura
Roura è un comune francese situato nella Guyana francese. Comprende la località di Cacao, abitata soprattutto da rifugiati Hmong.